# Bram De Rock
Bram De Rock (Brugge, 25 april 1977) is een Belgische econoom en gewoon hoogleraar verbonden aan de Université libre de Bruxelles en ook deeltijds aan de KU Leuven. Zijn onderzoek situeert zich binnen de micro-economie. In het bijzonder probeert hij vooral te verklaren hoe gezinnen, waarin de gezinsleden verschillende voorkeuren hebben, tot een gezamenlijke beslissing komen met betrekking tot de bestedingen van tijd en geld. Hij relateert dit alles aan de context waarin de gezinnen zich bevinden en analyseert wat de impact is op het individuele welzijn van de gezinsleden. Daarnaast is hij ook gespecialiseerd in niet-parametrische technieken voor de analyse van productiegedrag.

## Biografie
Hij deed zijn middelbare studies Latijn-Wiskunde in het Onze-Lieve-Vrouwe college in Assebroek (OLVA). Nadien trekt hij naar Leuven waar hij zijn licentiaatsdiploma Wiskunde behaalt. In 2000 start hij aan de Kortrijkse campus van de KU Leuven zijn doctoraatstudies in de Wiskunde, over het thema vastepuntstheorie, onder begeleiding van professor Karel Dekimpe en professor Wim Malfait. In 2005 vangt hij tevens zijn doctoraatstudies in de Economische Wetenschappen aan in samenwerking met de jonge docenten Laurens Cherchye en Frederic Vermeulen. Tijdens deze studies focust hij op de niet-parametrische analyse van het keuzegedrag van meerpersoonsgezinnen. Dit alles resulteert in een succesvolle verdediging van een eerste proefschrift in de Wetenschappen (optie Wiskunde) in 2006 en een tweede in de Economische Wetenschappen in 2007.
Na een korte passage als postdoctoraal onderzoeker aan de KU Leuven, wordt Bram De Rock in 2007 aangeworven door de Université libre de Bruxelles en wordt hij lid van het gerenommeerde onderzoekscentrum ECARES. In 2010 wordt hij er hoofddocent, in 2011 hoogleraar en in 2013 gewoon hoogleraar. Deze aanstelling combineert hij met een deeltijdse aanstelling aan de Kortrijkse campus van de KU Leuven, eerst als tijdelijk docent en sinds 2015 als vastbenoemd gewoon hoogleraar. Hij is tevens verbonden aan het University College London als Honorary Senior Research Associate en aan het Institute for Fiscal Studies als International Research Fellow.
Bram De Rock woont in Brugge, is gehuwd en heeft drie kinderen.

## Prijzen
Samen met Laurens Cherchye en Frederic Vermeulen won hij in 2019 de Francquiprijs. De drie economen ontwikkelden een methodologie waarmee ze de keuzes van individuele gezinsleden en de verdeling van geld en tijd binnen gezinnen op een betrouwbare manier kunnen verklaren. Met die methode kan de impact van bepaalde overheidsmaatregelen op het welzijn van individuele gezinsleden beter en nauwkeuriger gemeten worden.
Zijn onderzoek werd bekroond met de prijs van de onderzoeksraad van de KU Leuven, de Francqui-Leerstoel aan de Université de Namur en hij mocht een prestigieuze Starting Grant ontvangen van de European Research Council.